# Chaetothyriomycetes
De Chaetothyriomycetes (synoniem: Eurotiomycetes) vormen een klasse, die tot de ascomyceten behoort. 

## Taxonomie
De taxonomische indeling van de Arthoniomycetidae is als volgt:
- Onderklasse Chaetothyriomycetidae
  - Orde Chaetothyriales
  - Orde Pyrenulales
  - Orde Verrucariales
- Onderklasse Eurotiomycetidae
  - Orde Coryneliales
  - Orde Eurotiales
  - Orde Onygenales
- Onderklasse Mycocaliciomycetidae
  - Orde Mycocaliciales